# Регальбуто
Регальбуто (итал. Regalbuto) — коммуна в Италии, располагается в регионе Сицилия, подчиняется административному центру Энна.
Население составляет 7709 человек (на 2004 г.), плотность населения составляет 46 чел./км². Занимает площадь 169 км². Почтовый индекс — 94017. Телефонный код — 0935.
Покровителем коммуны почитается святой Вит, празднование 11 августа.